# Flageygebouw

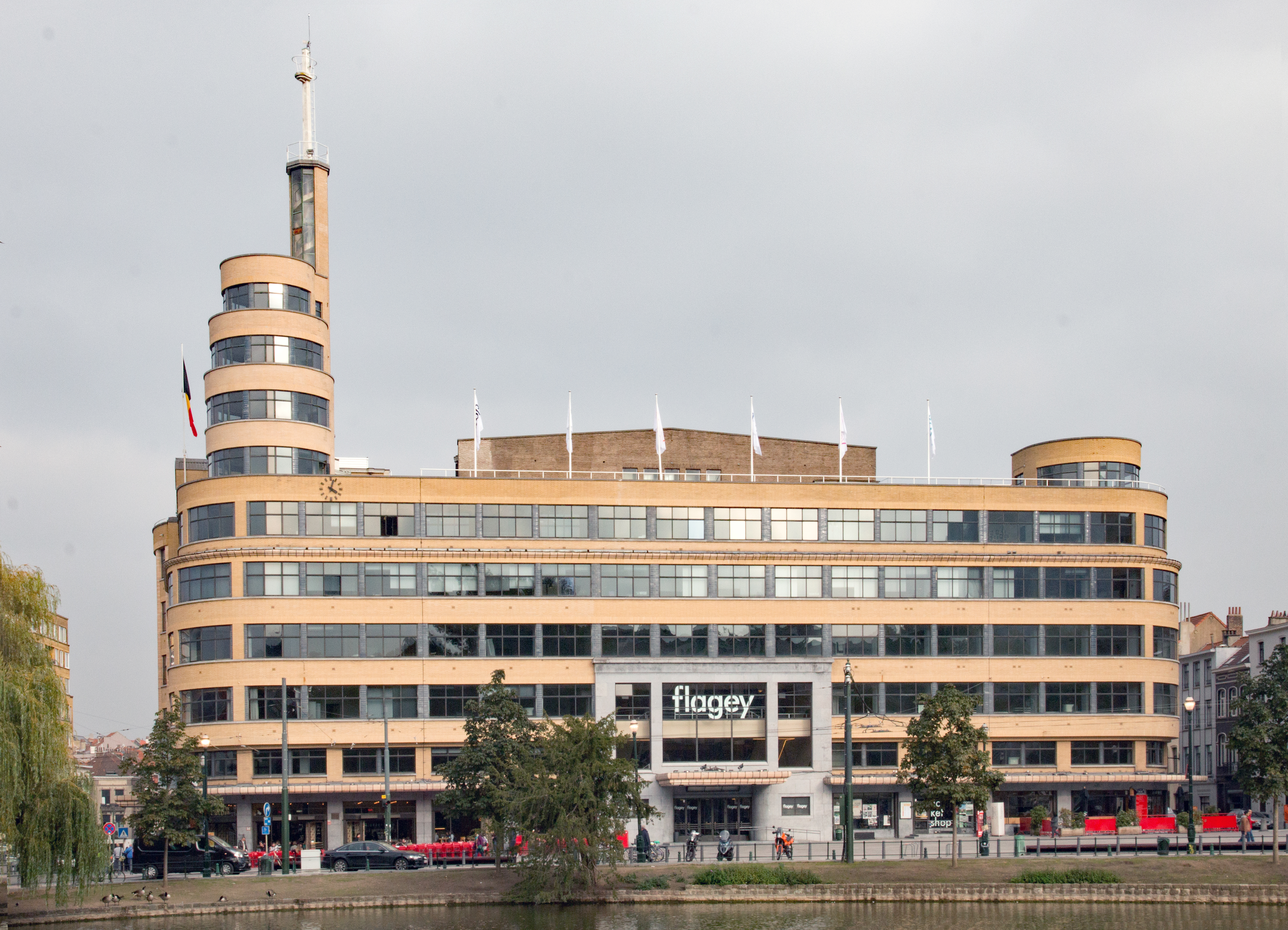
Ingang op Plaats Heilig-Kruiskerk

Het Flageygebouw (Frans: Bâtiment Flagey) ook bekend als het Radiohuis (Frans: Maison de la Radio) is een gebouw in de Belgische gemeente Elsene in het Brussels Hoofdstedelijk Gewest. Het deed dienst als  omroepcentrum van het NIR.
Het gebouw grenst met zijn noordgevel aan het Eugène Flageyplein en met zijn westelijke gevel aan het kleinere Heilig-Kruisplein en de vijvers van Elsene.

## Geschiedenis

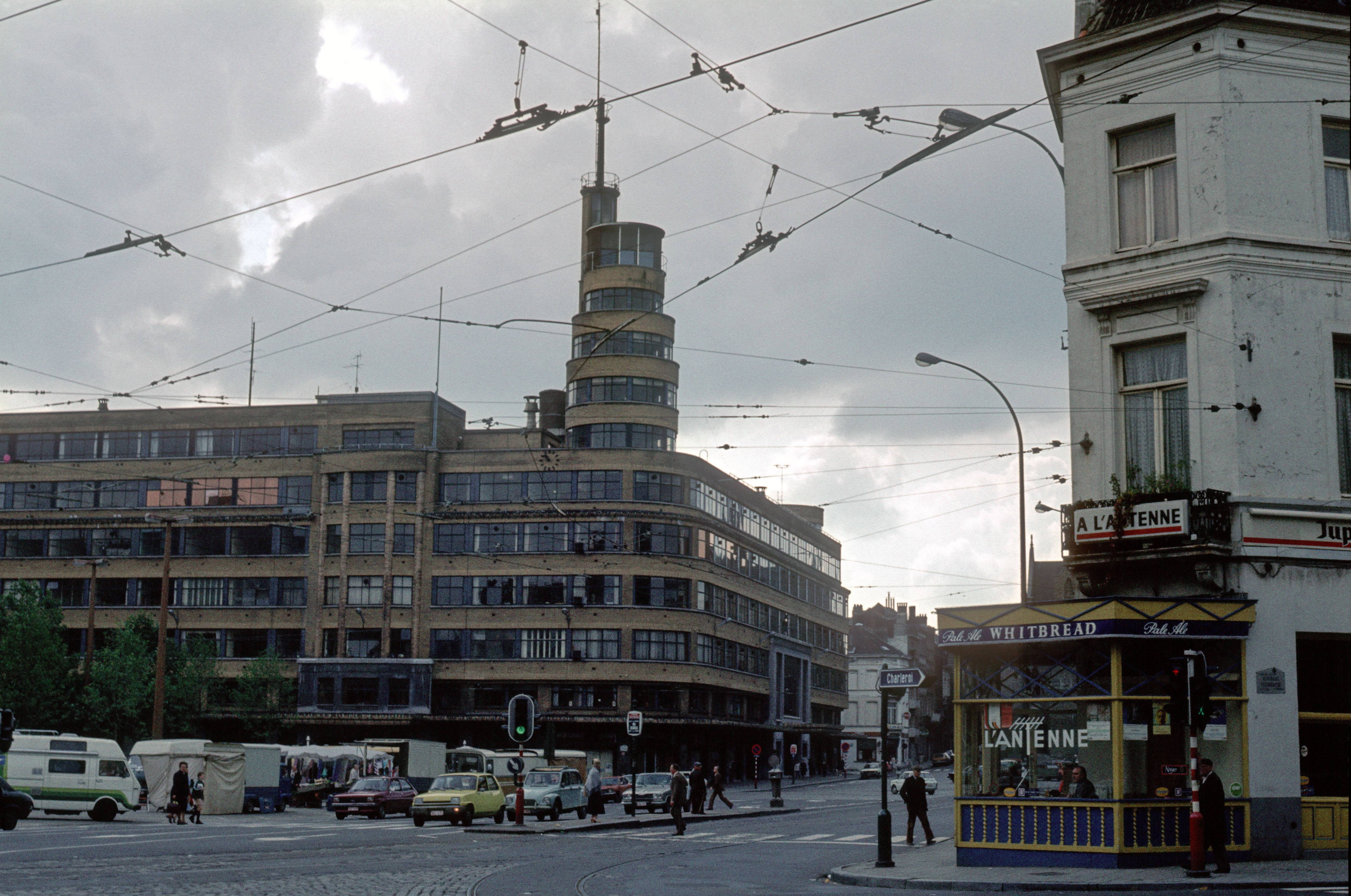
Flageygebouw in 1980

De plannen van het gebouw maakten deel uit van een architectuurwedstrijd waar gezocht werd naar een vernieuwend gebouw. In de jury zetelden onder meer Victor Horta en Henry Van de Velde. Het werd ontworpen door Joseph Diongre in 1933, de bouw duurde van 1935 tot 1938. 
Het Flageygebouw in art-decostijl, bijgenaamd "de pakketboot", werd in 1994 gedeeltelijk geklasseerd als beschermd monument.
Het gebouw was bij zijn bouw een van de eerste radio-omroepgebouwen in Europa en incorporeerde vernieuwende akoestische technieken voor de studio's. Deze prestigieuze studio's waren, en zijn nog steeds, een gewilde plek om concerten te geven. Beroemd is de grote Studio 4-zaal, die ook beschikt over een orgel met 8.000 pijpen.

### NIR - BRT
Tijdens de Tweede Wereldoorlog was van mei 1940 tot september 1944 Zender Brussel, welke fungeerde als een propagandakanaal voor het nationaalsocialistische gedachtegoed in België, in het Flageygebouw gevestigd. 
In 1953 werd een van de twaalf radiostudio's, Studio 6, voordien gebruikt voor jazzuitzendingen, omgebouwd tot een kleine televisiestudio van 100 m² waarin op 31 oktober 1953 de eerste Nederlandstalige rechtstreekse televisie-uitzending van het NIR plaatsvond.
Het omroepgebouw bleef in functie ook toen in 1960 het NIR splitste en de BRT werd opgericht. Het zou nog tot 1974 duren eer het nieuw omroepgebouw aan de Reyerslaan in Schaarbeek voldoende was afgewerkt en de verhuis kon plaatsvinden. Tot dan bleef de BRT actief in enerzijds het Flageygebouw, de voormalige cinemazaal Sonar, enkele gehuurde kantoorruimtes in de omgeving van het Flageygebouw en anderzijds het Amerikaans Theater.

### Na de BRT
Nadat de BRT het gebouw grotendeels verliet in 1974 werd het gebruikt om diverse socioculturele verenigingen te huisvesten. De gewestelijke omroep voor Vlaams-Brabant van de BRT Radio 2 bleef tot eind april 1995 met studio's en redactielokalen in het Flageygebouw, evenals Festival van Vlaanderen en Ars Musica die ruimte van de BRT huurden, en het Vlaams Radio Orkest en Vlaams Radio Koor.

### Renovatie tot cultuurhuis Flagey

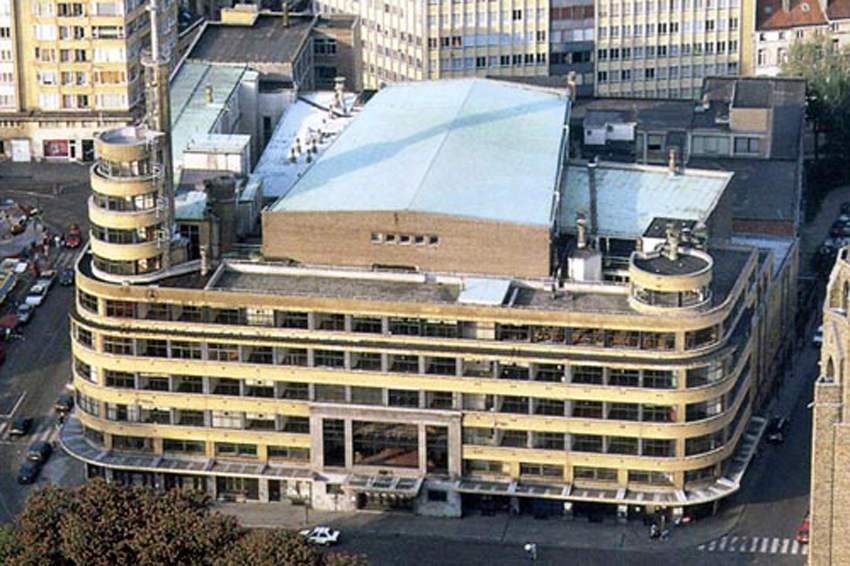
Flageygebouw tijdens renovaties

In 1995 kwam het gebouw leeg te staan. In 1997 werd de nv Omroepgebouw Flagey opgericht, een uniek privaat consortium met als doel het gebouw te renoveren voor een nieuwe culturele bestemming. De werken startten in 1998. Er werd begonnen met verwijdering van asbest, restauratie en moderniseringswerken, deels gefinancierd door de Vlaamse Gemeenschap. In 2002 waren alle werken afgerond en kon het gebouw, met vijf zalen, opnieuw gebruikt worden voor culturele manifestaties. De uitbating wordt verzorgd door de in 2001 opgericht vzw Flagey.

### Vandaag

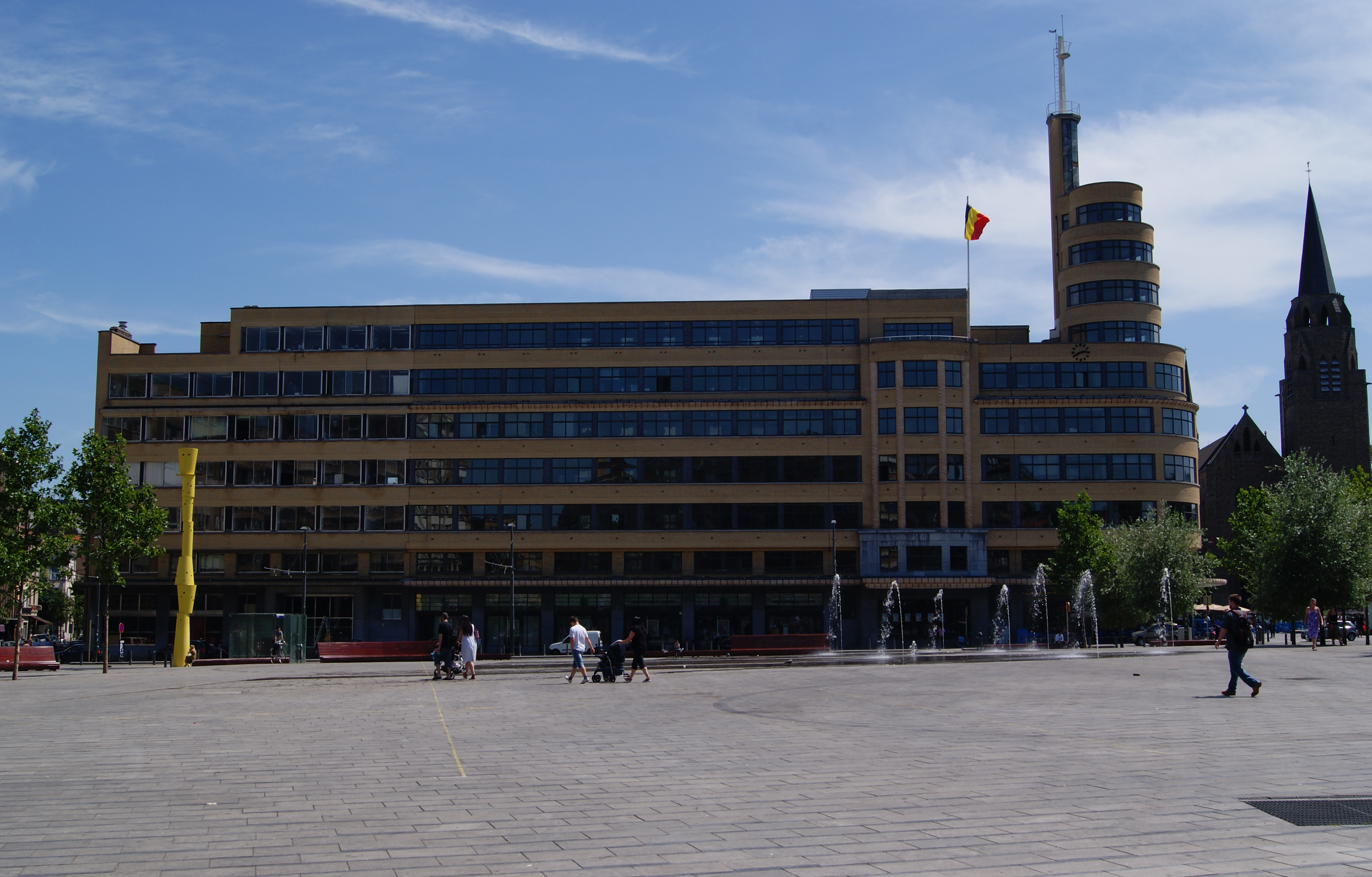
Uitzicht vanaf Eugène Flageyplein, 2011

Dankzij de structurele steun van zowel de Franse Gemeenschap en Vlaamse Gemeenschap als het Brussels Hoofdstedelijk Gewest, de uitzonderlijke akoestische kwaliteiten van de zalen, de gevarieerde programmatie, en eigen festivals zoals de Flagey Piano Days en het Brussels Jazz Festival, is Flagey uitgegroeid tot een van de meer belangrijke cultuurhuizen in België, met focus op projecten rond muziek en beeld (waaronder ook een filmprogrammatie).
Sinds een paar jaar huisvest het gebouw het Nederlandstalige Brusselse mediahuis BRUZZ. Ook het Vlaams Radio Orkest, tegenwoordig Brussels Philharmonic genoemd, en het Vlaams Radio Koor keerden terug naar het Flageyplein.
Sinds 2011 vervangt het gebouw het Koninklijk Conservatorium Brussel als locatie van de voorrondes van de Koningin Elisabethwedstrijd, omdat het Koninklijk Conservatorium Brussel, waar deze voorrondes aanvankelijk plaatsvonden, in slechte staat verkeerde en er voortdurend ruzie was over de restauratie van dit gebouw.
In 2017 gaven enkele private aandeelhouders (die samen 83% van de nv Flagey bezaten) aan hun aandeel te willen verkopen. Verzekeraar Ageas en brouwerij Duvel Moortgat toonden interesse. Duvel-Moortgat en de familie Bonnet (ex-Forges de Clabecq) deden het hoogste bod. Zij bezitten samen 68% van de aandelen. Het overige deel is in handen van private aandeelhouders en de drie regionale investeringsmaatschappijen GOMB, SFPI en PMV.